# Kaliumhexacyanoferraat(III)
Kaliumhexacyanoferraat(III), of kaliumhexacyanidoferraat(III) (IUPAC-naam) of ook wel rood bloedloogzout of kaliumferricyanide (verouderde naam) genoemd, is een coördinatieverbinding van ijzer. In zuivere toestand is het een rode kristallijne vaste stof, die goed oplosbaar is in water.
Het cyanide is in de verbinding sterk gebonden.

## Toxicologie en veiligheid
Het poeder reageert sterk met ammoniak, met kans op explosie. De verbinding zelf is licht giftig. De LD50 bedraagt ongeveer 3 g/kg. 
Bij verwarming, in hete zuren of bij UV-licht ontleedt het en ontstaat er dodelijk blauwzuurgas:
{\displaystyle {\ce {6 HCl + K3Fe(CN)6 -> 6 HCN + FeCl3 + 3 KCl}}}